# Ahnenerbe részlegek és intézetek
Az Ahnenerbe részlegei és intézetei 1943–1944-re különböző mértékben valósultak meg. Egyesek tervezettek maradtak, míg másokat megszüntettek vagy átszerveztek. Így erre az időszakra az alábbi áttekintés adható:
Megvalósult részlegek és intézetek („tudományos oktatási és kutatóközpontok”)
- Alkalmazott Földtani Részleg (Abteilung für angewandte Geologie) – Vezetője: Josef Wimmer
- Csillagászati Részleg (a Grünwaldi Obszervatórium) (Abteilung für Astronomie (Sternwarte Grünwald)) – Vezetője: Philipp Fauth
- Biológia Részleg (Abteilung für Biologie) – Vezetője: Walter Greite
- Növénytani Részleg (Abteilung für Botanik) – Vezetője: Philipp von Lützelburg
- Leíró és Alkalmazott Természetrajzi Részleg, „Természet Háza, Salzburg”  (Abteilung für darstellende und angewandte Naturkunde, „Haus der Natur Salzburg“) – Vezetője: Eduard Paul Tratz
- Belső-Ázsia és Expedíciók Kutatóközpontja (1943 óta párhuzamosan működött a Müncheni Egyetem kapcsolt intézeteként, amelyet az állam finanszírozott, a Rubrum Reichsinstitut Sven Hedin égisze alatt) (Forschungsstätte Innerasien und Expeditionen) – Vezetője: Ernst Schäfer
- Karszt- és barlangkutató Központ (Forschungsstätte für Karst- und Höhlenkunde) – Vezetője: Hans Brand, Walther Steinhäuser utódja
- Tudományos Őstörténeti Részleg (Abteilung für naturwissenschaftliche Vorgeschichte) – Vezetője: Rudolf Schütrumpf
- Növénygenetikai Kutatóközpont (Forschungsstätte für Pflanzengenetik) – Vezetője: Heinz Brücher
- Tartományi Halomkutatási Részleg (manapság: Alsó-Szászországi Tengerparti Történeti Kutatóintézet) (Abteilung Provinzialstelle für Wurtenforschung[2] (manapság: Niedersächsisches Institut für historische Küstenforschung))[3] – Vezetője: Werner Haarnagel
- Meteorológiai Részleg (geofizikai) (Abteilung für Wetterkunde (Geophysik)) – Ideiglenes vezető: Hans Robert Scultetus

Az Ahnenerbéből kivált intézetek
- Waffen-SS Rovartani Intézet (Entomologisches Institut der Waffen-SS) (1942-ben integrálva a Hadtudományi Kutatóintézetbe) – Vezetője: Eduard May
- Waffen-SS Hadtudományi Kutatóintézet (Institut für Wehrwissenschaftliche Zweckforschung der Waffen-SS) – Igazgató: Wolfram Sievers

Működő részlegek
- R Részleg (Abteilung R) – Vezetője: Sigmund Rascher
- P Részleg (Abteilung P) (az R Részleg Plötner általi átnevezéséből és folytatásából jött létre) – Vezetője: Kurt Plötner
- H Részleg (Abteilung H) – Vezetője: August Hirt
- Rovartani Intézet Részlege (Abteilung Entomologisches Institut) – Vezetője: Eduard May
- M Részleg (matematika részleghez) (Abteilung M) – Vezetője: Karl-Heinz Boseck (kapcsolatban állt Alwin Waltherrel és versenyben volt Kurt Walterrel)
- L Részleg (Abteilung L) (formálisan nem integrálták, Reitzenstein szerint viszont de facto részleg) – Vezetője: Philipp von Lützelburg

1944-ig nem működő és/vagy létrehozás alatt álló részlegek
- Tenyésztési Kutató Részleg (Abteilung für Züchtungsforschung) – Vezetője: Ernst Schäfer
- Karszttudományi Részleg (Karstwissenschaftliche Abteilung) (Reitzenstein szerint azonos a Karszt- és barlangkutató Központtal, amelyet Sievers papíron a „háborús erőfeszítések szempontjából fontos kutatóközpontnak” minősített a jobb ellátás érdekében) – Vezetője: Hans Brand
- Határ- és Külföldi Tanulmányok Intézete (Institut für Grenz- und Auslandsforschung) – Vezetője: Karl Christian von Loesch
- Növénygenetikai Kutatóközpont (Forschungsstätte für Pflanzengenetik) – Vezetője: Heinz Brücher

Megvalósult „bölcsészettudományi és kultúratudományi oktatási és kutatóközpontok”
- Alkalmazott Nyelvszociológiai Részleg (Abteilung für angewandte Sprachsoziologie) – Vezetője: Georg Schmidt-Rohr
- Ásatási Részleg (Abteilung für Ausgrabungen) – Vezetője: Herbert Jankuhn, Hans Schleif utódja
- Közel-Kelet Részleg (Abteilung für den Vorderen Orient) – Vezetője: Viktor Christian
- Német Folklór Részleg (Etnikai Kutatás és Folklór) (Abteilung für deutsche Volkskunde (Volksforschung und Volkskunde)) – Vezetője: Heinrich Harmjanz
- Germán-német Folklór Részleg (Abteilung für germanisch-deutsche Volkskunde) – Vezetője: Richard Wolfram
- Germán Kultúratudományi és Tájtudományi Részleg (Abteilung für germanische Kulturwissenschaft und Landschaftskunde) – Vezetője: Joseph Otto Plassmann
- Germán Nyelv- és Tájtudományi Részleg (Abteilung für germanische Sprachwissenschaft und Landschaftskunde) – Vezetője: Bruno Schweizer
- Germán Építészet Részleg (Abteilung für germanisches Bauwesen) – Vezetője: Martin Rudolph
- Házjegyek és családszimbólumok részleg (Abteilung für Hausmarken und Sippenzeichen)[4] – Vezetője: Karl Konrad Ruppel 1939-ig, majd ezt követően betöltetlen.
- A Bonni Egyetem Német Jogi Intézetének Részlege (Abteilung Deutschrechtliches Institut der Universität Bonn) – Vezetője: Karl August Eckhardt, főmunkatárs: Falk Zipperer[5]
- Indogermán-Német Jogtörténeti Részleg (Abteilung für indogermanisch-deutsche Rechtsgeschichte) – Kezdetben a tervezett vezető: Karl August Eckhardt, majd megbízott vezető: Wilhelm Ebel
- Indogermán-Finn Kulturális Kapcsolatok Részleg (Abteilung für indogermanisch-finnische Kulturbeziehungen) – Vezetője: Yrjö von Grönhagen 1939-ig, majd betöltetlen.
- Indogermán Vallástörténeti Részleg (Abteilung für indogermanische Glaubensgeschichte) – Vezetője: Otto Huth
- Kelta Etnikai Kutatási Részleg (Abteilung für keltische Volksforschung) – Vezetője: Ludwig Mühlhausen
- Klasszika Filológiai és Antikvitás Részleg (Klasszika Részleg) (Abteilung für Klassische Philologie und Altertumskunde (Klassische Altertumswissenschaft)) – Vezetője: Rudolf Till (latin), Franz Dirlmeier (görög)
- Mesék és legendák Részlege (Abteilung für Märchen- und Sagenkunde) – Vezetője: Joseph Otto Plassmann
- Középlatin Részleg (Abteilung für Mittellatein) – Vezetője: Paul Lehmann
- Észak-afrikai Kulturális Részleg (Abteilung für nordafrikanische Kulturwissenschaft) – Vezetője: Otto Rössler
- Hely és táj szimbólumok Részlege (Abteilung für Ortung und Landschaftssinnbilder) – Vezetője: Werner Müller
- Írás és szimbolika Részleg (Rúnaírás) (Abteilung für Schrift- und Sinnbildkunde (Runenkunde)) – Vezetője: Wolfgang Krause. Kater szerint először Herman Wirth, majd Karl Theodor Weigel.
- Indogermán-Germán Nyelv- és Kultúratudományi Részleg (Abteilung für indogermanisch-germanische Sprach- und Kulturwissenschaft) Előtte: Szótudományi Részleg (Indogermán-árja Nyelv- és Kultúratudomány) (Abteilung für Wortkunde (indogermanisch-arische Sprach- und Kulturwissenschaft)) – Vezetője: Richard von Kienle Walther Wüst utódjaként

1944-ig megszüntetett vagy átszervezett és újonnan integrált részlegek
- Ókortörténeti Részleg (Abteilung für Alte Geschichte) – Vezetője: Franz Altheim
- Földtani és Ásványtani Részleg (Abteilung für Geologie und Mineralogie) – Vezetője: Rolf Höhne
- Germanisztika Részleg (Abteilung für Germanenkunde) – Vezetője: Wilhelm Teudt
- Közép- és Újkor Történeti Részleg (Abteilung für mittlere und neuere Geschichte) – Vezetője: Hermann Löffler

Tervezett, de létre nem hozott részlegek
- Össztermészettudományi Részleg (Abteilung für die gesamte Naturwissenschaft)
- Frízisztika Részleg (Abteilung für Friesenkunde) – Tervezett vezetője: Otto Maußer
- Germán Művészeti Részleg (Abteilung für germanische Kunst) – Tervezett vezetője: Karl Ginhart
- Indogermán-német Zenetudományi Részleg (Abteilung für indogermanisch-deutsche Musikwissenschaft) – Tervezett vezetője: Alfred Quellemalz
- Filozófia Részleg (Abteilung für Philosophie) – Tervezett vezetője: Kurt Schilling
- Az úgynevezett titkos tudományok áttekintésével foglalkozó részleg (Abteilung zur Überprüfung der sogenannten Geheimwissenschaften)
- Őstörténeti Részleg (Abteilung für Urgeschichte) – Tervezett vezetője: Assien Bohmers
- Népi gyógyászat Részleg (Abteilung für Volksmedizin) – Tervezett vezetője: Alexander Berg